# Kenici
Kenici (hebr. קינים) – starożytny lud koczowniczy zamieszkujący południe Kanaanu, kilkukrotnie wzmiankowany w Biblii.
Po raz pierwszy wymienieni w Księdze Rodzaju (Rdz 15,19) jako jeden z ludów zamieszkujących ziemię przyobiecaną Abrahamowi. Ich pierwotne siedziby znajdowały się na Synaju. Nazwa ludu wywodzona jest od imienia Kain i rdzenia oznaczającego kowalstwo, co skłania do przypuszczeń, iż Kenici zajmowali się właśnie tą profesją. Według Księgi Sędziów (Sdz 1,16) Jetro, teść Mojżesza, był Kenitą, chociaż w Księdze Wyjścia opisany został jako Midianita. Na podstawie tego passusu identyfikuje się Kenitów jako jedno z plemion midianickich.
Kenici wzięli udział w wędrówce Żydów do Ziemi Obiecanej, ich obozowisko zostało wspomniane przez Balaama (Lb 24,21-22). Po przybyciu do Kanaanu osiedlili się na południu ziem nazywanych później Judą, niedaleko miasta Arad na pustyni Negew (Sdz 1,16). W późniejszym okresie część z nich wywędrowała na północ, na ziemie noszące później nazwę Galilei (Sdz 4,11). Kenici utrzymywali przyjazne relacje z Izraelitami; Jael, żona Chebera Kenity, wydała im ukrywającego się w jej namiocie Siserę (Sdz 5,24-26). Podczas wojny z Amalekitami Kenici zostali ostrzeżeni przez Saula, by opuścić ich siedziby, przez co uniknęli śmierci (1Sm 15,6). Później Dawid podzielił się z nimi łupami wojennymi (1Sm 30,29). Passus z 1 Księgi Kronik (1Krn 2,55) poświadcza, iż w późniejszych czasach potomkowie Kenitów mieszkali pośród Ludu Izraela. Spośród nich mieli wywodzić się Rechabici.
Na podstawie wzmianki o pochodzeniu Jetry w Sdz 1,16 oraz jego przedstawienia w Księdze Wyjścia jako wyznawcy Jahwe, część uczonych przyjęła tezę, iż jahwizm był pierwotnie religią kenicką, zapożyczoną później przez Żydów. Pogląd ten, sformułowany po raz pierwszy przez Ghillany’ego, spotkał się z poparciem takich biblistów jak Tiele, Stade, Budde, Guthe, Wildeboer, H.P. Smith i Barton.